# The Ark
För andra betydelser, se Ark.
The Ark var ett svenskt band som bildades 1991 i Rottne. Deras musikstil har beskrivits som pop och glamrock. De har släppt fem fullängdsalbum med flera hitlåtar som It Takes a Fool to Remain Sane, Echo Chamber, Father of a Son, Calleth You, Cometh I och One of Us is Gonna Die Young. De vann Melodifestivalen 2007 med The Worrying Kind.  

## Historia

### 1991–1996
The Ark bildades i Rottne utanför Växjö under sommaren 1991 av Ola Salo (då Ola Svensson), Lars "Leari" Ljungberg, Mikael Jepson och Magnus Olsson. De var då i fjortonårsåldern och hade tidigare haft ett band som hetat Ashram.
Ola hade under en familjesemester till Irland under sommaren -91 skrivit en sexradig dikt med titeln "The Ark" och bestämt sig för att bilda ett nytt band under detta namn. Det första repet hölls i augusti 1991. Deras musikstil och klädstil inspirerades av det psykedeliska i 60-talet och det dekadenta i 70-talet. Enligt Ola var namnet The Ark inte bara tänkt som grandios religiös symbolik utan också som symbolik för hur de skulle segla bort från Rottne och ut i världen. Medan Ashram huvudsakligen spelat covers, som Purple Haze av Jimi Hendrix och Sgt. Pepper's Lonely Hearts Club Band av The Beatles, skulle The Ark fokusera på eget låtmaterial. Ola, som skulle förbli låtskrivare för bandet, hade redan skrivit en del amatörmässiga låtar som Ashrams enda egna låt "The Kinky Blues", men under sommaren 1991 studerade han en antologi över The Beatles tabulatur som han fått i julklapp vilket inledde en seriösare fas i hans låtskrivande.
"And God told me to build an ark
To gather the ones who wander in the dark"

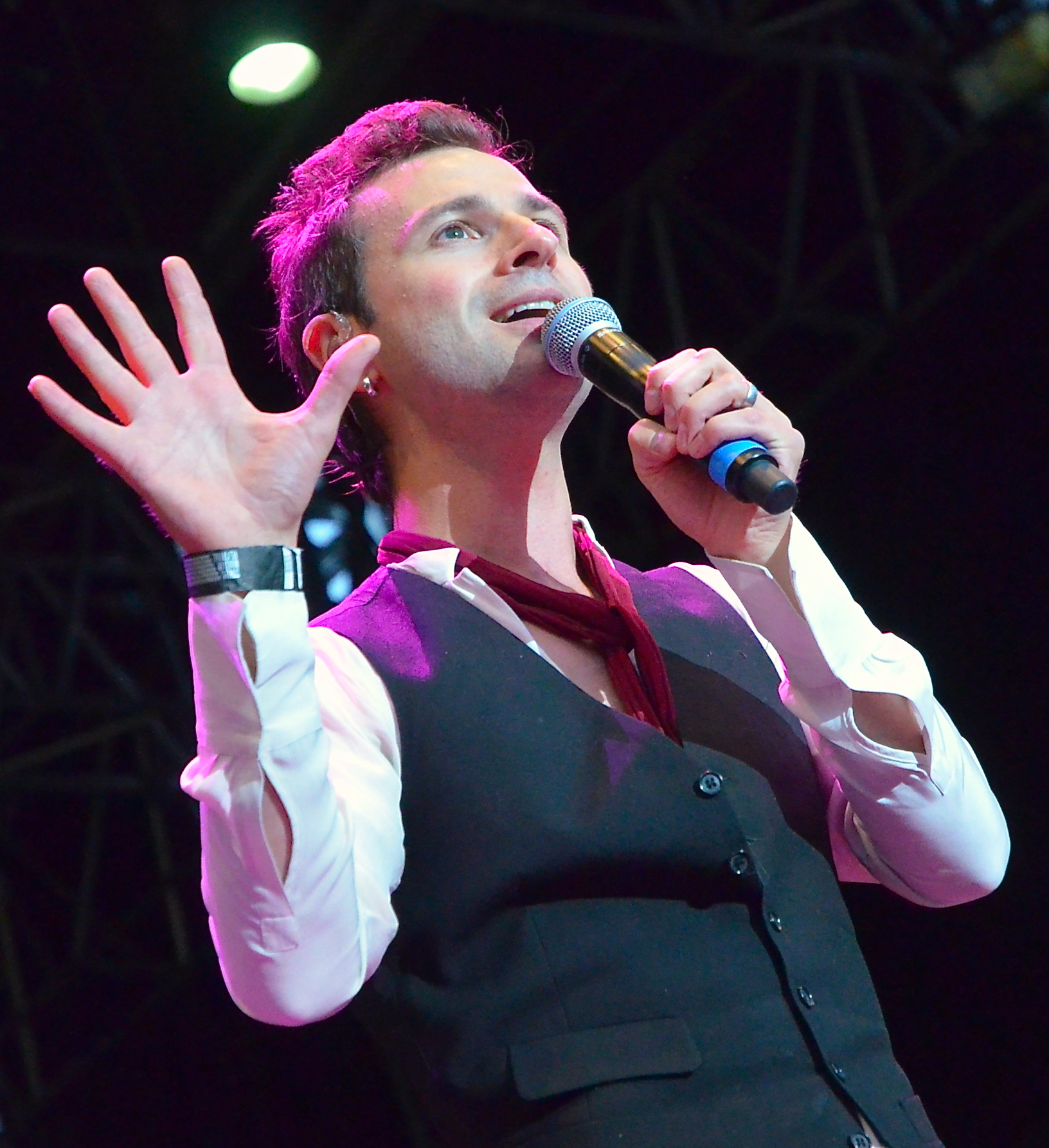
The Arks frontman och låtskrivare, Ola Salo.

The Arks tidigaste repertoar inkluderade covers av My Generation av The Who och Honky Tonk Women av The Rolling Stones, men också egenskrivna låtar av Salo såsom "Only the Wind" och "Crumble and Fall". Musiken var i lättsam 60-talsstil men texterna var mörka och storslagna. Det återkommande temat var filosofi och religion, mestadels om världens undergång med stor inspiration från Uppenbarelseboken i den kristna Bibeln. Bandets första liveframträdande var på en utomhusfestival på Växjös huvudgata i mitten av augusti 1991. Den 16 november samma år spelade The Ark sin första klubbspelning på Uffes källare i Växjö, där de agerade förband åt bandet The Shiremen som frontades av Ljungbergs bror Pelle. Bandet var helt okända utanför Växjö men fick en lokal publik. Man ansträngde sig för att göra varje enskild spelning unik, och Salo skrev nya låtar inför varje konsert. Under 1992 gav rockklubben Café Kristina i Växjö ut ett dubbelalbum som skulle skildra den lokala musikscenen, och The Ark bidrog med låten "The Lamb". Detta är deras första officiella inspelning och till denna låt gjorde bandet även sin första musikvideo. Låten blev något av en hit i Växjös undergroundscen och bandet hade säkrat en liten men dedikerad egen publik.
Hösten 1992 bytte bandet trummis, då Olsson valt en gymnasielinje som krävde mycket tid på helgerna och dessutom blivit aktiv i Hemvärnet. Han ersattes av Salos skolkamrat Martin Rosengardten.
Salo fortsatte att skriva låtar med apokalyptiskt och mörkt filosofiskt tema, med titlar som "Merciful Sledge", "The World's Aflame", "Eucharist" och "My Sin". Filosofen Friedrich Nietzsche hade blivit en stor influens. Musiken hade blivit mörkare, tyngre och mer psykedelisk med komplicerade ackordföljder. Samtidigt ville The Ark föra samman esterna som gillade svårare och tyngre musik med de som gillade svängig och trallvänlig pop. Låtar som kom att leva kvar från denna era och bli inspelade efter bandets genombrott är "Topsy Kaiser", "Cygnet to Cygnet" och "The Homecomer" (som alla blev b-sidor för bandets tidiga cd-singlar år 2000-01) samt "Uriel" från 1994 (som spelades in för albumet Prayer for the Weekend som gavs ut 2007). 1994 spelade bandet in sin andra musikvideo, till låten "The Flower King".
Under vintern 1995 reste bandet till Malmö för att spela in några nyskrivna låtar i Dundret studio. Låtarna som spelades in var "What Do To With Aileen?", "Racing With The Rabbits" och "Cracked Messiah". De yngsta bandmedlemmarna var vid denna tid 18 år. Denna studiosession inspirerade Salo till att tänka om sitt låtskrivande, och den första låten i hans nya fas var "Like Mortals Do". Den blev en publikfavorit i bandets konsertrepertoar och Salo har själv kallat låten "den största hitten under The Arks apokalyptiska era". I mars 1995 återvände bandet till Dundret studio och spelade in ytterligare två nyskrivna låtar: "I Laid It Down" och "Od Slatrom Ekil".
Inspelningarna i Dundret studio, förutom "What Do To With Aileen?", samlades på en EP som fick titeln "Racing With The Rabbits" och gavs ut av en liten underetikett vid namn Beat That! på det lilla skivbolaget Engery Records i Malmö. 1 000 exemplar trycktes på CD, färre än 100 blev sålda, och de fåtaliga recensionerna var negativa. Hela bandet flyttade till Malmö, och det planerades att spelas in ett fullängdsalbum med de bästa låtarna från den apokalyptiska eran. Albumet skulle heta "Speak Loud", men Beat That! hade inte pengar att bistå för inspelningen.

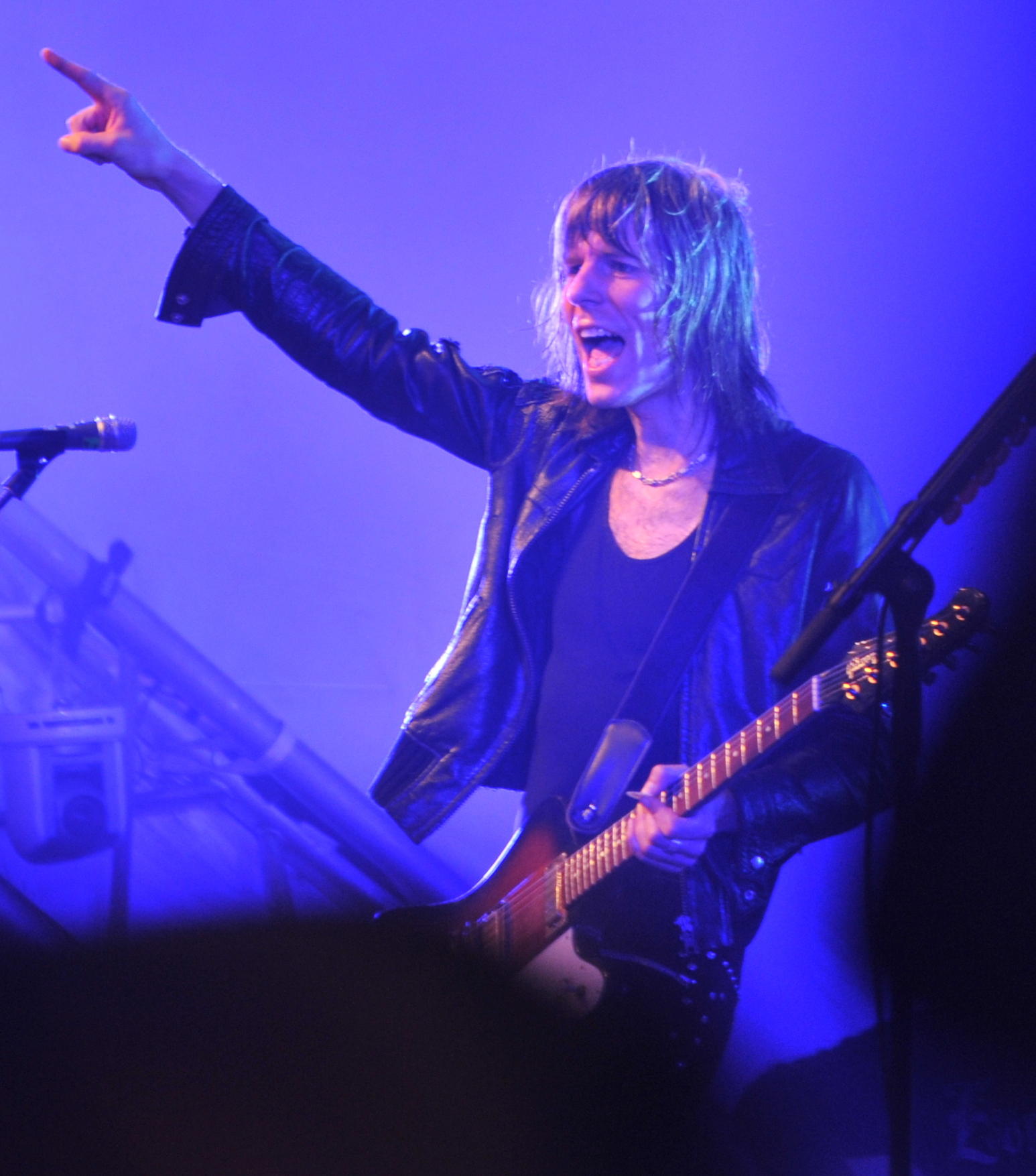
Gitarristen Martin Axén anslöt till bandet 1997.

### 1997-1999
Under åren som följde det misslyckade EP-släppet började Salo åter tänka omkring sin livsfilosofi och sitt låtskrivande. Han var personligen deprimerad och The Ark hade en tynande tillvaro. Utanför Växjö hade bandet ingen publik, och i Malmö visades inget intresse för deras musik. 1997 övervägde Salo att lägga ner bandet, men istället rekryterades Martin Axén in som andregitarrist och gav ny energi. Ljungberg och Jepson startade ett nytt band med Axén, under namnet Stereo Explosion, och började hålla populära fester för att marknadsföra sin musik. Tanken var att göra härlig musik och få folk att dansa. Salo kände sig inspirerad av denna idé och bestämde sig för att blanda de ytliga och synbart plastiga aspekterna av popmusiken med hans tyngre och djupare teman.
En ny inspiration som skulle påverka bandets riktning kom när Salo, Ljungberg och Jepson såg KISS på Globen i Stockholm. Salo fick en kristallklar vision av skrikig estetik och plastig image i kombination med enkel men urstark musik. Men till skillnad från de ytliga låttexterna hos KISS skulle The Ark ha ett viktigare budskap. Det utdragna och mörka apokalyptiska temat var över, och det var dags för lättåtkomlig popmusik för den breda massan, men med ett äkta innehåll. Under 1998 hade Salo dessutom öppet börjat acceptera sin bisexualitet, vilket fick ytterligare påverkan på bandets nya image och budskap. När Salo presenterade sin nya vision för bandet var trummisen Rosengardten inte lika begeistrad som övriga medlemmar. Utöver hans skepsis till bandets nya image hade han fullt upp med sina universitetsstudier, och Salo avskedade honom strax innan jul 1999. Ny trummis blev Sylvester Schlegel som var en vän från Växjö.
Medan The Ark experimenterade med sin nya popstil fick de hjälp av Robert Jelinek från The Creeps att spela in några demos. Jelinek förde vidare inspelningarna till Jon Gray som var väletablerad i musikindustrin och drev sitt eget musikförlag Mad House. En av demolåtarna var "Laurel Wreath", och två andra hade titlarna "It Seems To Be The Way" och "Activity". Jon Gray skulle med tiden komma att bli bandets manager, och enligt Axén var Gray den förste som verkligen trodde på deras potential. Bandet fortsatte att spela in nya låtar som demos, med hjälp av Jens Andersson i den hemmastudio han byggt tillsammans med Jepson. Den första låten de spelade in tillsammans var "Siamese Centerfold", som senare skulle släppas som b-sida med cd-singeln Let Your Body Decide.
Under 1999 fick bandet skivkontrakt för tre album med Grand Recordings, som snart skulle komma att slås samman med Virgin Records, och förberedelserna inleddes för inspelning av ett debutalbum.

### We Are the Ark (2000)
Under vintern 2000 deltog The Ark som förband på Kents turné för Hagnesta Hill, med premiär i Lisebergshallen i Göteborg den 28 januari och avslutning på Hovet i Stockholm den 9 mars. De inledde sitt set med "Laurel Wreath" och spelade blivande hitsinglar som Let Your Body Decide, Echo Chamber och It Takes a Fool to Remain Sane. Halvvägs genom turnén, den 31 januari, gavs "Let Your Body Decide" ut som första singel från debutalbumet. Låten tog sig upp till en plats 9 på den svenska singellistan. Den andra singeln, It Takes a Fool to Remain Sane, gavs ut den 15 maj. Låten blev en stor radiohit och musikvideon spelades frekvent på TV. Låten blev även framgångsrik utomlands, och i Italien låg den kvar på singellistornas topp 10 i fyra månader. Under sommaren spelade bandet för första gången på Hultsfredsfestivalen. Konserten direktsändes i ungdomskanalen ZTV, vilket gav bandet möjlighet att visa upp sig för en helt ny publik.
Debutalbumet, betitlat We Are the Ark, gavs ut den 25 september 2000. Albumet spelades in i Gula Studion i Malmö, med Marco Manieri som producent. Den alternativa titeln "Electric Body Design" hade övervägts, baserat på hur en vän till bandet hört fel på refrängen i "Let Your Body Decide". Albumet har sålts i över 120 000 exemplar, vilket gjort det till ett av Sveriges mest framgångsrika debutalbum. I flera av albumets låtar återkommer temat att finna styrka och glädje i sitt utanförskap, att välja glädjen och lusten i livet och att gå sin egen väg oavsett omvärldens stagnerade normer och åsikter. Detta var också ett budskap som Salo och det övriga bandet ständigt återkom till i intervjuer och konserternas mellansnack. Det skulle sedermera komma att förbli bandets signum och huvudsakliga tema. 
Den 18 oktober på Trädgår'n i Göteborg inleddes en omfattande klubbturné genom Sverige. Låtlistan under konserterna bestod uteslutande av material från debutalbumet, förutom avslutningslåten "Racing With the Rabbits" som var den enda låten som hämtades från bandets tidigare 1990-talsera. Turnélivet filmades för musikdokumentären "Vi är The Ark" som sändes på SVT. Ytterligare en musikdokumentär om bandet gjordes senare för TV4. Under året 2000 gjorde The Ark fler än 60 liveframträdanden, och avslutade året med att framföra "It Takes A Fool To Remain Sane" tillsammans med Tommy Körberg på Nyårsafton i TV3. Sommaren 2001 spelade bandet på Hultsfredsfestivalens största scen och slog sig ihop med Magnus Uggla och Håkan Hellström för en turné på 22 konserter. Echo Chamber (14 oktober 2000) och Joy Surrender (2 april 2001) släpptes som tredje och fjärde singel från albumet, även dessa till god framgång. Samtliga fyra singlar fick musikvideor. The Ark nominerades till sex Grammispriser 2001 och vann Årets låt för It Takes A Fool To Remain Sane och Årets artist. Sveriges Radio utnämnde It Takes A Fool To Remain Sane till årets mest spelade låt, och bandet vann även en Rockbjörn för Årets grupp.

### In Lust We Trust (2002)
I september 2001 inledde bandet arbetet med sitt andra album, som skulle komma att spelas in Stockholm med Peter Kvint som producent. I februari 2002 släpptes första singeln Calleth You, Cometh I som också var ledmotiv till filmen Klassfesten. Låten blev en omedelbar framgång på svenska och italienska topplistor. I Italien låg den kvar på topp 20 i fyra veckor. Amir Chamdin regisserade musikvideon. Under studioarbetet med albumet spelade bandet även in en cover på Nationalteaterns låt "Kolla kolla", som skulle inkluderas på ett hyllningsalbum. Den 19 augusti 2002 släpptes nästa singel, Father of a Son. Sången handlar om homosexuellas rätt att få adoptera. Återigen stod Amir Chamdin för musikvideon, som var inspirerad av The Whos rockopera Tommy.

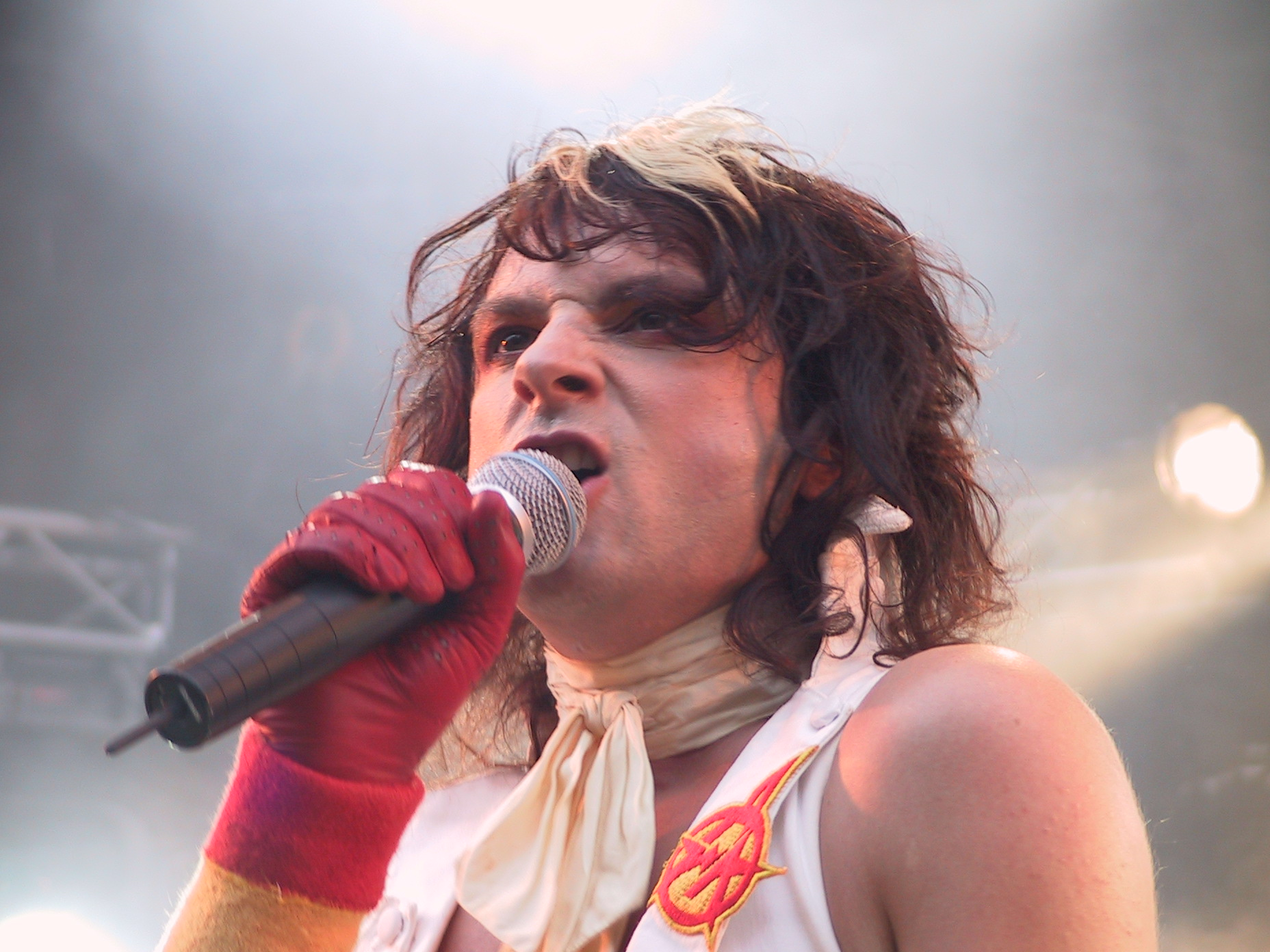
Ola Salo med The Ark på Ankkarock 2005.

Albumet, betitlat In Lust We Trust, släpptes den 29 augusti och guldcertifierades samma dag. Albumet sålde över 57 000 exemplar och var, på grund av den ökade illegala fildelningen, den första svenska cd-skivan som kodades med kopieringsskydd. In Lust We Trust avviker från stilen på We Are The Ark, med mörkare texter och ett tyngre sound. Salo berättade senare (i bandbiografin No End från 2011) att han haft för avsikt att göra ytterligare ett album om lust, glädje och lycka, men att han var utmattad av den oerhörda succén under genombrottsåret och att han inte mådde helt bra, vilket han anser framgår i mörkare låtar som "A Virgin Like You" och "2000 Light-years Of Darkness".
Den 22 oktober 2002 påbörjade bandet en höstturné genom Skandinavien med 20 konserter. Bland annat gjorde man konserter på Cirkus i Stockholm, Lisebergshallen i Göteborg och Tavastia i Helsingfors. Förutom låtar från de två albumen innehöll turnéns låtlista även det äldre numret "I Laid It Down" från 1996. Ytterligare två singlar lyftes från albumet, "Tell Me this Night is Over" som gavs ut tidigt i november 2002 och "Disease" som gavs ut i mars 2003. "Disease" är den enda av albumets fyra singlar som inte fick någon video.
På P3 Guld 2003 vann The Ark priset Guldmicken för bästa liveakt. Bandet gjorde sin sista konsert för In Lust We Trust i Florens den 3 februari 2004.

### State of the Ark (2004)
Den första singeln inför bandets kommande tredje album släpptes i november 2004 med titeln One of Us is Gonna Die Young och visade återigen en någorlunda ny stil för bandet. Låten skulle komma att bli en av bandets största publikfavoriter, likaså andrasingeln Clamour for Glamour som släpptes den 30 mars 2005. Albumet State of the Ark gavs ut den 27 december 2004 och hade ett mer minimalistiskt sound än föregångarna. Stilen var tänkt att blanda dansant 1980-talsmusik med modern electro och gitarrpop. Albumet spelades in i Tambourine Studios i Malmö och producerades av Per Sunding och Nathan Larson.
Den 21 februari 2005 på Cirkus i Stockholm inledde bandet sitt turnerande för albumet och skulle sammanlagt under 2005 och 2006 göra fler än 120 konserter. Det har kommit att förbli deras mest omfattande turnerande under en albumcykel.
Albumets avslutningslåt Trust is Shareware släpptes som tredje singel den 13 juli 2005. Det var den första av The Arks singlar sedan genombrottet på stort skivbolag som inte fick någon fysisk utgåva. "One Of Us Is Gonna Die Young" återlanserades under 2006 med en ny musikvideo för den internationella marknaden. Med början under första halvan av 2005 stod The Ark inför en USA-lansering och reste mycket till New York under denna period, där de fick en liten men dedikerad publik. Sångaren Justin Hawkins i bandet The Darkness avsåg att hjälpa bandets karriär i Storbritannien och under februari till mars 2006 var The Ark förband under The Darkness turné i Storbritannien/Irland och även i Skandinavien.
I slutet av 2006 blev Jens Andersson ny medlem i The Ark. Han hade då arbetat med bandet i många år och hade spelat med dem på de flesta av deras turnéer.
Den 22 oktober 2006 var The Ark inbjudna att spela under invigningen av House of Sweden, den nya ambassadbyggnaden i Washington, D.C. En publik på 150 personer stod samlad, inklusive den svenske ambassadören. Som ofta under gruppens konserter var Salo karaktäristiskt fräck och skämtsam. När ett flygplan passerade över området fällde han den kommentar som skulle komma att avsluta bandets chans till en karriär i USA. Medan han betraktade planet sa han, på engelska: "Tja, man vet aldrig vart de är på väg i det här landet, eller hur?" Publiken blev förfärad, men slappnade av någorlunda när han tillade: "Men det där verkar vara på väg åt rätt håll." Publiken som antog att han åsyftade flygplatsen skrattade nervöst. Då tillade han ytterligare "Vita Huset" för att avsluta det fräcka skämtet, och det skämtet skulle orsaka mycket problem.
The Washington Post rapporterade händelsen under rubriken "A Swedish Star's Rock-and-Rile words". I Sverige fick händelsen ännu större utrymme som skandal i tidningarna. Den fortsatta turnén i USA som varit inbokad för hösten blev helt inställd, förutom en sista konsert i New York, vilket till viss del berodde att spelställen började avboka bandet till följd av att de mottagit bombhot från patriotiska amerikaner. En bidragande orsak var att bandet inte hunnit få sina nya amerikanska visum, och hade redan varit tvingade att resa hem efter den första spelningen i Washington för att ordna detta. Den huvudsakliga anledningen till att turnén ställdes in var att Salo, som offentligt redan bett om ursäkt för skämtet, kände sig totalt utbränd av skandalen och helt enkelt inte orkade återvända. Konserten på Bowery Ballroom i New York den 20 november 2006 blev The Arks sista konsert i USA.

### Prayer for the Weekend (2007)
I januari 2007 framförde bandet för första gången Absolutely No Decorum, på P3 Guld-galan på Stora Teatern i Göteborg. Det var deras första nya låt sedan december 2004 och var det första smakprovet från det kommande fjärde albumet. Låten släpptes digitalt som singel den 22 januari. I intervjuer meddelade bandet att det kommande albumet skulle vara karaktäristiskt storslaget. Senare skulle de förklara att tanken med albumet var att kombinera stilarna från de andra tre – lekfullheten från det första albumet, storslagenheten från det andra och disco-riff-boogien från det tredje. Absolutely No Decorum blev listetta på radioprogrammet Tracks där dess listframgångar sedermera ledde till att den blev årets största hit i programmet. Precis som "Trust Is Shareware" släpptes låten bara för digital nerladdning, och gavs inte ut som fysisk cd-singel.
Albumet Prayer for the Weekend gavs ut den 11 april 2007. Inför detta album hade bandet bytt skivbolag till det relativt nystartade Roxy Recordings, och man samarbetade åter med Marco Manieri som producent. Albumet släpptes även i ett alternativ omslag kallat "jakebox". Albumet låg länge etta på försäljningslistorna, och det var första gången någonsin som en limited edition-version av ett svenskt album låg på topplistan. I den offentliga statistiken räknas båda upplagorna ihop, men i Grammofonleverantörernas förenings interna branschstatistik framgick att de båda upplagorna var för sig låg på Topp 20. Med detta album stod The Ark på höjden av sina kommersiella framgångar och sitt mainstreammässiga kändisskap i Sverige. Under april genomfördes en bejublad klubbturné, och mellan den 16 juni och 31 augusti gjordes en omfattande sommarturné. Under sommaren släpptes även albumets titelspår Prayer for the Weekend som tredje singel, med tillhörande musikvideo. Till hösten fortsatte turnerandet ute i Europa, med Moto Boy som gitarrist istället för Jepson som var föräldraledig. Sammanlagt gjordes över 60 konserter och andra liveframträdanden under året. Lördagen den 17 november blev The Ark veckans högst placerade nykomling på Trackslistan med albumets fjärde singel Little Dysfunk You som gick rakt in på fjärdeplatsen. På cd-singeln ingick även låten "Any Operator Will Do" som tidigare bara funnits på det tyska singelsläppet av The Worrying Kind.

#### Melodifestivalen & Eurovision Song Contest
På annandag jul 2006 avslöjade SVT i sin årskrönika för Melodifestivalen att The Ark var en av fyra akter som bjudits in som jokrar till nästa års tävling. The Ark skulle senare berätta att de valt att tacka ja till Melodifestivalen för att det var Sveriges största TV-program vilket innebar att de skulle få presentera sin nya singel inför cirka 4 miljoner tittare, och eftersom Melodifestivalen dominerade mycket av media under hela vintern avsåg de fräckt att dominera programmet och därmed dominera media.
När Melodifestivalen drog igång deltog bandet som åttonde och sista akt under deltävling 2 som hölls i Scandinavium. Deras bidrag The Worrying Kind fick sammanlagt 185 858 telefonröster under deltävlingens två omgångar, och gick direkt till finalen i Globen som hölls den 10 mars. The Ark var återigen sist ut i startfältet, som låt nr 10. The Worrying Kind vann finalen med totalt 248 poäng, mot tvåans 189 poäng (A Little Bit of Love av Andreas Johnson). The Ark hade fått 492 180 telefonröster (mot Måns Zelmerlöws 402 133), vilket var nytt röstningsrekord för tävlingen, och 116 jurypoäng (mot Andreas Johnsons 101). Efter vinsten uppstod diskussioner kring låtens likheter med Love Grows (Where My Rosemary Goes) från 1970 med den engelska gruppen Edison Lighthouse. Bland andra Aftonbladets musikjournalist Markus Larsson hade påpekat likheterna i Aftonbladet den 9 februari samma år. Barry Mason som skrev "Love Grows" sa i en intervju med Expressen 10 februari 2007 att han funderade på att stämma The Ark. Detta skedde aldrig. 

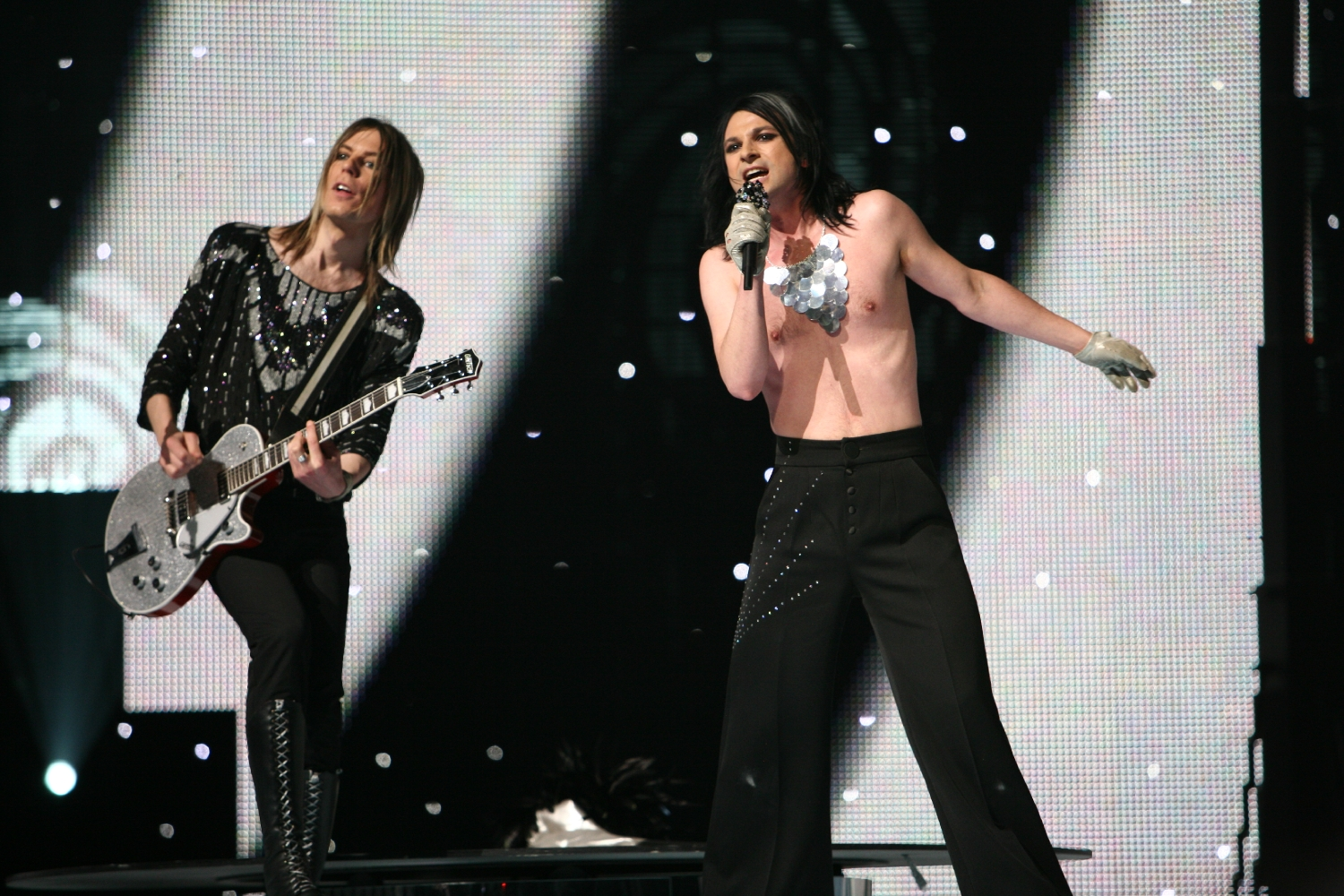
The Ark i Eurovision Song Contest 2007.

Den 12 maj tävlade The Ark för Sverige i Eurovision Song Contest 2007 i Helsingfors med "The Worrying Kind", där de hamnade på 18:e plats. Låten gick in som 5:a på svenska singellistan och klättrade andra veckan upp på första plats och blev därmed bandets första listetta. The Ark framförde även låten i en reklamfilm för klädföretaget MQ som bandet blev modeller för under våren. Den 24 mars blev The Ark den första svenska artisten som låg både etta och tvåa samtidigt på radiokanalen Sveriges Radio P3:s program Trackslistan. "The Worrying Kind" låg etta och Absolutely No Decorum tvåa.
Efter de intensiva framgångarna under 2007 meddelade gruppen att man skulle ta en längre ledighet från bandet. Under 2008 gjordes endast två konserter, den ena på Gatufesten i Sundsvall den 4 juli och den andra på Provinssirock i Finland den 5 juli. Trots detta vann bandet den 24 januari 2008 en Rockbjörn i den nya kategorin "Årets bästa liveakt".

### 2009
När arbetet med ett femte album så småningom började ta form planerade Salo först att The Ark skulle göra en countryplatta. Efter de stora succéerna som stor rockstjärna hade han nått en ny fas i livet, med hus på landet och inget intresse i att upprepa The Arks tidigare koncept. Han hade egentligen aldrig varit något stort fan av country, men han hade alltid älskat hur gitarrerna lät. Redan under turnerandet 2007 hade han köpt sig en Telecaster och några instruktionsböcker för att ha som hobby att sitta på hotellrummet och öva country. Hans andra hobbyprojekt hade varit att lyssna igenom all klassisk musik av Gustav Mahler.
Under ett bandmöte 2008 hade man talat om att nästa album borde bli en storslagen rockplatta som fokuserade på stilarna från Prayer for the Weekend och State of the Ark. Problemet var att Salo inte hade några sådana låtar redo, förutom "Superstar" som varit påtänkt redan till Prayer for the Weekend. Salo reste till Indien för meditation, men musiken som kom till honom var enkla country/folk-melodier som växte till komplicerade symfonier. Det var blandningen av country och Mahler som hans undermedvetna förberett för honom. Bland de tidiga låtarna som dök upp fanns "Singing 'Bout the City" och "Hygiene Squad" men även låtar som aldrig gavs ut, som "Do Right To Me, Babe", "Take Me To The Doctor", "The Wonders of New Amsterdam" och "Hanuman." Han tyckte att det var fantastiska låtar, men de lät inte som The Ark. Hans arbetstitel för The Arks country-pop-album var Zeitgeist For the Lame, vilket var en fras från ännu en ny låt som aldrig gavs ut som hette "The Leadership Void".
Den 8 maj 2009 bjöds bandet hem till Salo, som skulle presentera sin vision av The Arks kommande psykedeliska countryfas, "Zeitgeist To The Lame". Ljungberg och Schlegel visade stor entusiasm inför idén, men Salo kände att merparten av bandet var tveksamt. Countryidén låg för långt bort från bandets etablerade signum, och Salo insåg att han måste återgå till den ursprungliga tanken om att det femte albumet skulle vara bombastisk glamrock. Delar av Ola Salos skisser och idéer för "Zeitgeist To The Lame" kan ses i dokumentärfilmen Ola Salo Svensson som gjordes av Stefan Berg under 2009. I dokumentären framför The Ark även "Singing 'Bout the City".

### In Full Regalia (2010)
Under hösten 2009 meddelade bandet att de efter nästan tre års paus arbetade på ett nytt album, deras femte. Salo hade uppdaterat "Superstar" och han hade sedan tidigare också skrivit "The Red Cap". Han skrev flera låtar i samma stil, och från den tidigare "Zeitgeist To the Lame"-idén överlevde låtar som "Singing 'Bout the City". När han spelade upp den majestätiska arenaballaden "Stay With Me" för bandet märkte han en tydlig lättnad från medlemmarna över att stilen åter igen var klassisk The Ark. Den 12 oktober 2009 började inspelningarna i 9Voltstudio i Stockholm, med Fabian Torsson som producent. Albumet mastrades av Cutting Room Studios i Stockholm med Björn Engelmann. Arbetet filmades dels för SVT:s musikserie Dom kallar oss artister och för TV3:s dokumentärserie Starka karaktärer.
Den 26 mars 2010 premiärspelades "Superstar" i pratshowen Skavlan på SVT och släpptes som albumets första singel den 29 mars. Albumet In Full Regalia gavs ut den 26 april 2010 och guldcertifierades redan under den första veckan. CD-skivan gavs ut tillsammans med ett tillhörande tidningsmagasin och såldes bland annat på Pressbyrån. Tanken var att försöka kringgå dalande skivförsäljning genom att nå ut i hundratals fler butiker, eftersom det fanns betydligt fler tidningsbutiker än skivbutiker, men också för att finansiera en del av inspelningskostnaden genom reklam i magasinet och för att kunna beskattas med den betydligt lägre tidningsmomsen. Skatteverket godtog inte idén om momsen och Förvaltningsrätten fastställde att tidningen var marknadsföring för albumet och därmed skulle den högre momsen betalas.
In Full Regalia följdes upp av en svensk sommarturné med 21 konserter, inklusive två festivalspelningar i Finland. Den 29 juni inledde bandet turnén med att framträda i Allsång på Skansen och den 2 juli gjordes den första konserten på Peace & Love-festivalen i Borlänge. Turnéavslutningen skedde i Linköping den 21 augusti, följt av ett kortare framträdande på Rockbjörnen-galan i Stockholm den 1 september. Från albumet släpptes även "Stay With Me" som andra singel i slutet av maj och som digital nerladdning den 7 juni.

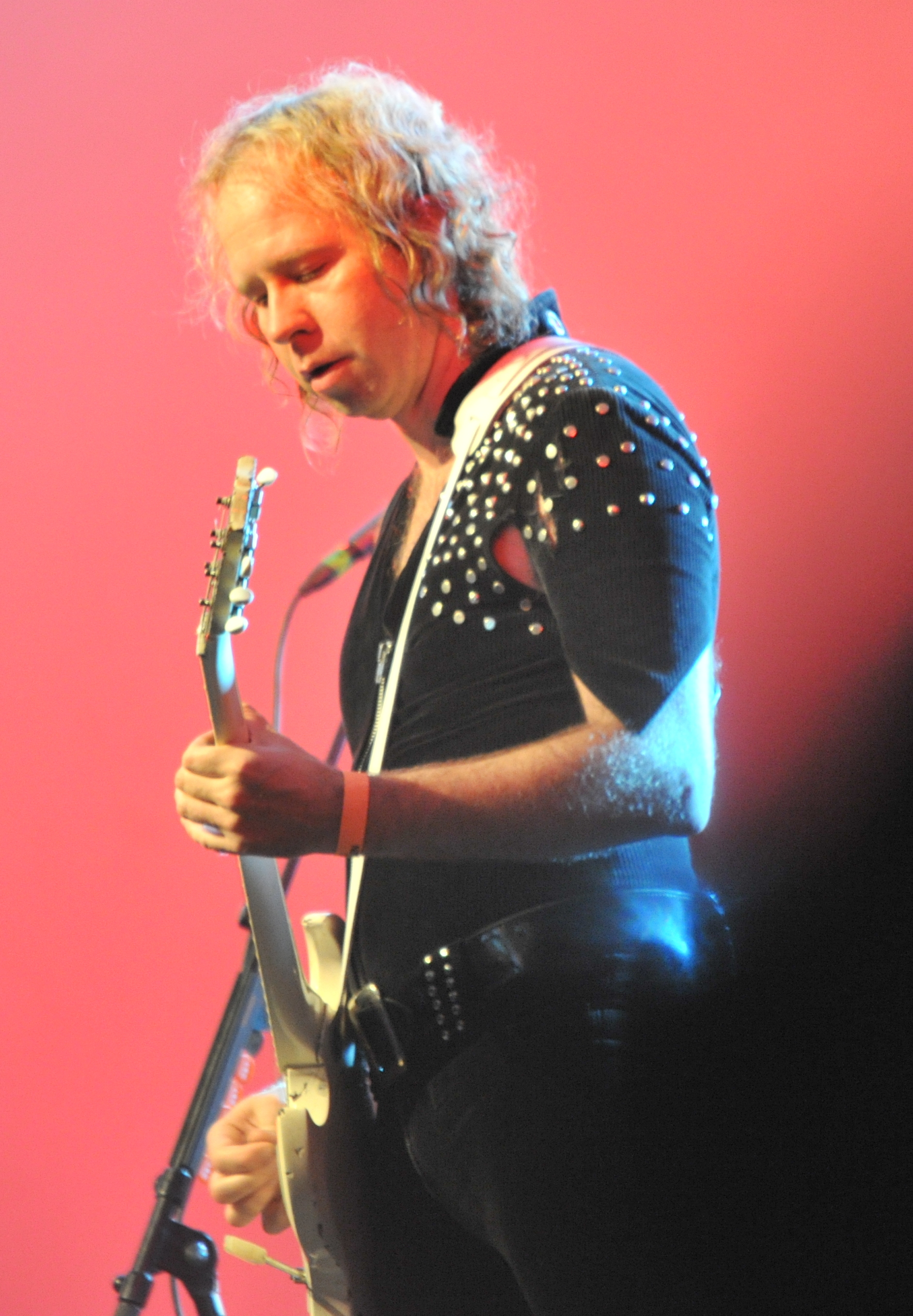
Mikael Jepson med The Ark 2011.

### Avskedsturné (2011)
Den 8 december 2010 meddelade The Ark att bandet skulle läggas ner efter sommaren 2011 och att det skulle hållas en omfattande avskedsturné. Det var ett gemensamt beslut som vuxit fram ur insikten att bandet inte längre ville upprepa sig och att de alltmer talade om och tänkte på bandet i dåtida termer. Särskilt Salo kände att han helst talade om bandet med nostalgi och som ett fint minne, medan framtida planer fyllde honom med tveksamhet. Under hösten 2010 hade han kommit till insikten att The Arks tid var förbi. Han insåg att en anledning till att han haft svårt att skriva nya låtar för The Ark under de senaste åren var att The Ark redan sagt allt som bandet ville ha sagt. Under en semester i New York i oktober 2010 tog han beslutet och skickade ett e-mail till bandet. Samtidigt hade de andra bandmedlemmarna haft samma tankar och redan pratat med varandra om att lägga ner bandet.
Tidigt i januari 2011 släpptes den nya singeln "Breaking Up With God", som premiärspelades live på Grammisgalan på Kungliga Operan i Stockholm den 17 januari. Tillsammans med låten "The Apocalypse Is Over" var det The Arks sista nyskrivna material, och båda låtarna inkluderades i samlingsalbumet Arkeology som gavs ut den 23 februari. Den 26 februari framförde bandet "Breaking Up With God" som mellanakt under Melodifestivalen 2011 i Malmö Arena. Under vintern och våren genomfördes en omfattande klubbturné, med premiär på Tavastia i Helsingfors den 3 mars och avslutning i Milano i Italien den 12 maj. Under klubbturnén framfördes en stor variation låtar från bandets alla fem album.
Redan den 22 maj fortsatte avskedet med en stor sommarturné, med både start och avslutning i Stockholm. Under sommarens konserter användes en inspelning av Salos dikt "The Ark" som intro, den dikt som gett bandet dess namn och ursprung. Den 9 september på The Tivoli i Helsingborg genomförde The Ark en sista klubbspelning, med en extra lång låtlista på 23 låtar. Sammanlagt gjordes cirka 50 konserter under det sista året. Både vårturnén och sommarturnén blev kritikerrosad och en stor publikframgång och gruppen fick än en gång motta en Rockbjörn för "Årets bästa liveakt". The Arks sista TV-framträdande gjordes den 2 juli på Sommarkrysset i TV4 med låtarna "The Apocalypse Is Over" och "It Takes a Fool to Remain Sane".
Den sista konserten gjordes på Gröna Lund den 16 september 2011. Under låten "Laurel Wreath" deltog de tidigare bandmedlemmarna Martin Rosengardten och Magnus Olsson. Konserten sändes upp i rymden i form av radiovågor.

### Återförening (2020–2022)
Under 2019 och i början av 2020 gjorde Salo krogshowen Ola Salo's It Takes a Fool to Remain Sane med närmare 150 föreställningar på Rondo i Göteborg och på Hamburger Börs i Stockholm, samt en kortare arenaturné. I samband med krogshowen gavs ett nytt samlingsalbum ut som dubbelvinyl. På premiären i Göteborg den 24 januari 2019 satt samtliga bandmedlemmar i publiken. Showen handlade om The Arks resa och bestod nästan uteslutande av bandets låtar. Under numret "Father of a Son" förekom bandet som nyinspelade videoprojektioner på scenen.
Den 13 februari 2020 meddelade The Ark att de skulle återförenas för en turné under sommaren 2020 för att fira 20-årsjubileet av genombrottet med debutalbumet. Det meddelades att det endast rörde sig om en tillfällig återförening för en sommarturné med fullt fokus på bandets gamla låtar, och att ingen ny musik skulle ges ut. Tanken på en återförening hade startat redan 2017, då Salo och Ljungberg talat med varandra om att jubileerna närmade sig. När de hörde av sig till resten av bandet visade det sig att deras tankar gått i samma banor. Turnén gavs namnet ”The Ark Reunion Tour” och skulle inledas på Stockholm Lollapalooza den 28 juni. Med anledning av covid-19-pandemin flyttades återföreningsturnén fram till sommaren 2021, och jubileet skulle istället bli 30 år sedan bandet bildades. På grund av fortsatta restriktioner under pandemin flyttades turnén fram igen till 2022.
Den 11 april 2020 gjorde The Ark sitt första framträdande som återförenade, under SVT:s välgörenhetsgala "En kväll tillsammans" i samband med Coronapandemin, då de spelade "Calleth You, Cometh I" i Gula studion, Malmö, där debutalbumet spelades in. Vid denna föreställning medverkade alla nuvarande bandmedlemmar utom Sylvester Schlegel som på grund av pandemin valde att inte resa till Malmö. En återförening med samtliga bandmedlemmar gjordes på Tillsammans mot cancer-galan i januari 2021.
Den 9 juni 2021 livesände The Ark en mini-konsert från sin replokal i Malmö.
Den 2 juni 2022 fick sommarturnén sin inofficiella premiär med en mini-konsert på en företagsfest på Hotel Tylösand. Den 28 juni medverkade The Ark i Allsång på Skansen. Dagen därpå, den 29 juni, hölls den officiella turnépremiären på Lokverkstan i Motala inför 2 500 personer och därefter följde ytterligare 32 spelningar över hela Sverige. Den danska duon PRISMA var förband under delar av turnén. Turnén avslutades på Gröna Lund den 16 september, exakt elva år efter avskedskonserten på samma plats.

## Medlemmar
| Nuvarande medlemmar - Ola Salo – sång (1991–2011, 2020 – 2022) - Lars "Leari" Ljungberg – basgitarr (1991–2011, 2020 – 2022) - Mikael Jepson – gitarr (1991–2011, 2020 – 2022) - Martin Axén – gitarr (1997–2011, 2020 – 2022) - Sylvester Schlegel – trummor (1999–2011, 2020 – 2022) - Jens Andersson – klaviatur (2006–2011, 2020 – 2022) | Tidigare medlemmar - Martin Rosengardten – trummor (1992–1999) - Magnus Olsson – trummor (1991–1992) |

## Diskografi
| Studioalbum - 2000 – We Are the Ark - 2002 – In Lust We Trust - 2004 – State of the Ark - 2007 – Prayer for the Weekend - 2010 – In Full Regalia Samlingsalbum - 2011 – Arkeology - 2019 – It Takes a Fool to Remain Sane EP - 1996 – The Ark EP | Singlar - 2000 – "Let Your Body Decide" - 2000 – "It Takes a Fool to Remain Sane" - 2000 – "Echo Chamber" - 2001 – "Joy Surrender" - 2001 – "Let Your Body Decide" (ny version för den italienska marknaden) - 2002 – "Calleth You, Cometh I" - 2002 – "Father of a Son" - 2002 – "Tell Me this Night is Over" - 2003 – "Disease" - 2004 – "One of Us is Gonna Die Young" - 2005 – "Clamour for Glamour" - 2005 – "Trust is Shareware" - 2007 – "Absolutely No Decorum" - 2007 – "The Worrying Kind" - 2007 – "Prayer for the Weekend" - 2007 – "Little Dysfunk You" - 2010 – "Superstar" - 2010 – "Stay with Me" - 2011 – "Breaking Up With God" - 2011 – "The Apocalypse Is Over" |